# جان-فرانسوا جولي دي فلوري
جان-فرانسوا جولي دي فلوري هو سياسي فرنسي، ولد في 7 يونيو 1718 في باريس في فرنسا، وتوفي بنفس المكان في 12 ديسمبر 1802. انتخب مستشار الدولة ‏ وانتخب  (1749 – 1761) وانتخب Controller-General of Finances ‏ (21 مايو 1781 – 29 مارس 1783).